# クマリン酸
クマリン酸(Coumalic acid)は、2-ピロン誘導体の有機化合物であり、化学式はC6H4O4で表される。融点は約210℃。
類似した名称の化学物質として、日本語での表記が同じクマリン酸(coumarinic acid)や、英語の綴りが(coumaric acid)であるクマル酸はいずれもケイヒ酸のベンゼン環が1つヒドロキシ基に置換されたものであり、全く異なる物質である。

## 合成
研究室内では、発煙硫酸中、リンゴ酸の自己縮合により得られる。